# Хорошево (село, Синельниковский район)
Хорошево (укр. Хорошеве) — село,
Кислянский сельский совет,
Синельниковский район,
Днепропетровская область,
Украина.
Код КОАТУУ — 1224882506. Население по переписи 2001 года составляло 227 человек.

## Географическое положение
Село Хорошево находится на левом берегу реки Татарка,
на противоположном берегу — село Кислянка.
Через село проходит автомобильная дорога Т-0425.